# Nguyễn

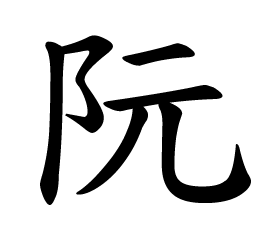
El carácter de Nguyen en el antiguo sistema Chữ nôm

Nguyễn, también deletreado como Nguyen, es el apellido más común de Vietnam. Cuarenta por ciento (40%) de los vietnamitas portan este apellido.
Una de las causas de su popularidad es que cuando la dinastía Nguyễn se hizo con el poder en 1802, algunos de los descendientes de los señores Trịnh, por temor a represalias, cambiaron su apellido a Nguyễn, mientras que otros huyeron al norte, hacia China.